# Lippe-Biesterfeld
Lippe-Biesterfeld fu un ramo cadetto della casata di Lippe tra il 1762 ed il 1905. Nel 1916, un nuovo, principesco, ramo cadetto fu creato per la moglie ed i figli del principe Bernardo di Lippe. Divenne anche un titolo della casata reale olandese creato nel 1937.

## Storia
Il ramo di Lippe-Biesterfeld fu fondato da Giudoco Ermanno (1625-1678), il più giovane dei figli maschi di Simone VII di Lippe-Detmold. Dal ramo di Lippe-Biesterfeld poi si separò il ramo di Lippe-Weissenfeld. Entrambe le contee di Lippe-Biesterfeld e Lippe-Weissenfeld furono ceduti e venduti alla linea principesca di Lippe(-Detmold) il 24 maggio 1762. Il capo della famiglia ricevette il trattamento di Altezza Illustrissima (in lingua tedesca Erlaucht) a Detmold il 27 agosto e 1º ottobre 1844.
Quando nel 1895, il malato mentale principe Alessandro salì al trono del principato di Lippe, il principe Adolfo di Schaumburg-Lippe fu nominato ad agire come reggente di Lippe, ciò in base ad un decreto mantenuto, allora, segreto dal predecessore, il principe Valdemaro. Alessandro fu l'ultimo maschio della linea di Lippe-Detmold; il successivo ramo maggiore della casata di Lippe erano i conti di Lippe-Biesterfeld, seguiti dai conti di Lippe-Weissenfeld, e poi dalla linea più giovane di principi di Schaumburg-Lippe.
Poco dopo essere diventato uno Stato membro dell'impero tedesco nel 1871, il ramo di Lippe-Detmold si estinse il 20 luglio 1895. Ciò portò ad una controversia di ereditarietà tra il principato confinante di Schaumburg-Lippe ed il ramo di Lippe-Biesterfeld. La disputa fu risolta dalla corte imperiale a Lipsia nel 1905, con le terre che passarono al ramo di Lippe-Biesterfeld che, fino a quel punto, non aveva sovranità territoriale. Da allora i conti di Lippe-Biesterfeld furono principi di Lippe.
L'attuale capo della casata di Lippe è il principe Stefano (nato il 24 maggio 1959). Stefano è il nipote del principe Leopoldo IV (1871–1949), e un procugino del principe consorte Bernardo dei Paesi Bassi (1911–2004), marito della regina Giuliana (1909–2004).

## Signori di Lippe-Biesterfeld, 1627-1762
- Giudoco Ermanno, 1627-1678 (1625-1678), figlio minore di Simone VII di Lippe
- Rodolfo Ferdinando, 1678-1736 (1671-1736)
- Federico Carlo Augusto, 1736-1762, elevato a conte di Lippe-Biesterfeld nel 1762 (1706–1781)

## Conti di Lippe-Biesterfeld 1762-1905[2]
- Federico Carlo Augusto (1706-1781);
- Carlo (1735-1810);
- Ernesto I (1777-1840);
- Giulio (1812-1884);
- Ernesto II (1842-1904);
- Leopoldo (1871-1949).

Il 25 ottobre 1905 il conte Leopoldo di Lippe-Biesterfeld divenne Principe di Lippe con il nome di Leopoldo IV.

## Creazione del 1909

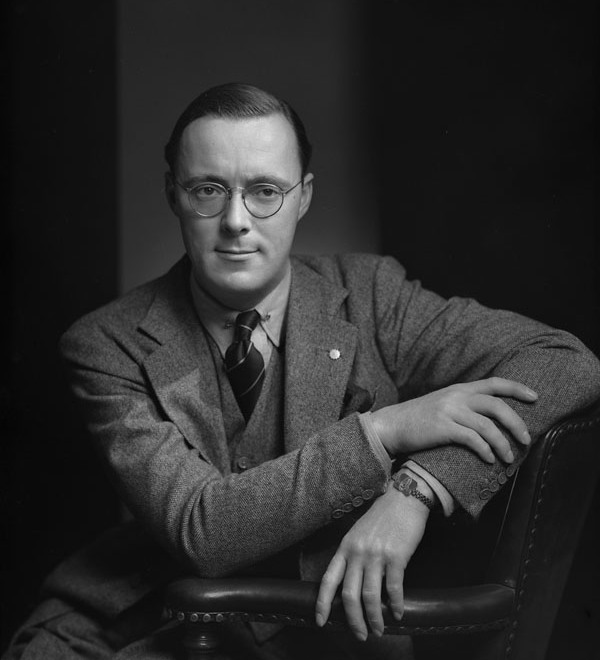
Il principe Bernardo dei Lippe-Biesterfeld nel 1942.

L'8 febbraio 1909 il titolo di Contessa di Biesterfeld venne ricreato per Armgard von Cramm (1883-1971) e i suoi discendenti; essa era la moglie del principe Bernardo di Lippe-Biesterfeld (1872-1934), fratello di Leopoldo IV. Il 24 febbraio 1916, Armgard ed i suoi due figli, Bernhard ed Aschwin vennero elevati al rango di Principi e Principesse di Lippe-Biesterfeld con il trattamento di Altezza Serenissima. Tornano ad una posizione più alta nella linea di successione al trono di lippiano, in cui in precedenza erano stati gli ultimi. Il suffisso Biesterfeld fu ripreso per marcare la fondazione di un nuovo ramo cadetto.

## Titolo reale olandese 1937-oggi
Per decreto reale del 6 gennaio 1937, i titoli principe dei Paesi Bassi, con il trattamento di altezza reale, e principe di Lippe-Biesterfeld, furono creati nel regno dei Paesi Bassi per il principe Bernardo ed i suoi discendenti. Il titolo Lippe-Biesterfeld divento quindi anche un titolo olandese. Il 7 gennaio 1937, Bernardo sposò la principessa Giuliana dei Paesi Bassi, in seguito regina regnante tra il 1948 ed il 1980. Da questo matrimonio nacquero quattro figlie che detengono il titolo di principessa di Lippe-Biesterfeld:
- Beatrice (nata nel 1938, regina dei Paesi Bassi dal 1980 al 2013)
- Irene (nata nel 1939)
- Margherita (nata nel 1943)
- Cristina (1947-2019)

Dal momento che il titolo è ereditabile solo in linea maschile, con loro il titolo diventerà estinto.

## Altri, 1998-oggi
Per decreto reale del 26 maggio 1998, i discendenti del principe Maurits van Oranje-Nassau, Van Vollenhoven (born 1968), figlio maggiore della principessa Margherita, hanno tutti il cognome van Lippe-Biesterfeld van Vollenhoven.